# Chaman
Chaman (چمن) ist eine Stadt sowie Verwaltungssitz des Qilla Abdullah Districts in Belutschistan, Pakistan. Chaman liegt südlich der Grenze zu Afghanistan und verbindet sich über die Grenze hinweg mit der afghanischen Stadt Spin Boldak in der Provinz Kandahar. Der Ort ist einer der drei Grenzübergangspunkte zwischen Pakistan und Afghanistan, neben Torkham am Khyberpass und Ghulam Khan. Die Bevölkerung von Chaman setzt sich hauptsächlich aus dem Volksstamm der Achakzai zusammen, die zu den Paschtunen gehören. Laut dem Zensus von 2017 leben in der Stadt 123.191 Personen.

## Verkehrswege und Handel
Chaman hat einen Umschlagbahnhof für Reisende aus Kandahar und anderen Teilen Afghanistans. Darüber hinaus verbindet ein Reisezug täglich Chaman und Quetta. Der Ort ist ein berühmter Handelsort in Belutschistan, der Afghanistan mit Indien bis Karatschi verbindet.

## Sport
Die Bewohner des Ortes sind im ganzen Land berühmt für ihr erfolgreiches Fußballspiel (Soccer). Der Fußballverein von Chaman wie auch die afghanischen und muslimischen Fußballclubs vertreten den Ort seit 1940 im pakistanischen Fußball. Der Fußballverein von Chaman stellt zahlreiche Spieler der pakistanischen Nationalmannschaft wie Mohammad Essa und Hayat Ullah und andere. Der Ort beherbergt auch den Afghan FC, der in der Pakistan Premier League spielt. Zwei Spieler dieser Mannschaft spielen in der Nationalmannschaft Pakistans, einschließlich ihres Kapitäns Muhammad Essa. Im Ort befindet sich das Jamal Nasir Shaheed Stadium.

## Afghanischer Krieg
Am 30. August 2009 fand ein Angriff auf ein NATO-Lager statt, bei dem zahlreiche Tanks und Tanklastzüge und andere Lieferfahrzeuge mit Raketen und Schusswaffen beschossen wurden, bevor die Fahrzeuge zerstört wurden.